# Greg Rallo
Greg Rallo, född 26 augusti 1981, är en amerikansk professionell ishockeyspelare som spelar för Florida Panthers i NHL.
Han blev aldrig draftad av något lag.